# ときめき♡春の晴れ舞台
ときめき♡春の晴れ舞台は、女性アイドルグループの超ときめき♡宣伝部が毎年春頃に開催している定期ライブ。本記事では、超ときめき♡宣伝部が以前夏に開催していたときめき♡夏の晴れ舞台、および野外ライブとして開催していたときめき♡夏のびっちょり祭りについても記述する。

## 概要
「ときめき♡春の晴れ舞台」は、超ときめき♡宣伝部が2023年から毎年春に開催しているアリーナワンマンライブであり、それ以前の2020年から毎年夏に開催されていた「ときめき♡夏の晴れ舞台」（ただし2020年はCOVID-19感染症の蔓延に伴い中止）を引き継ぐ形で開催されている。また、「ときめき♡夏のびっちょり祭り」はそれより前の2017年から2019年まで毎年夏に開催していた野外ワンマンライブで、客席に大量の水が撒かれる演出が特徴であった。
| 開催日                             | タイトル                                                                      | 会場                                      |
| ときめき♡夏のびっちょり祭り        | ときめき♡夏のびっちょり祭り                                                   | ときめき♡夏のびっちょり祭り               |
| ---------------------------------- | ----------------------------------------------------------------------------- | ----------------------------------------- |
| 2016年7月24日（日）～8月21日（日） | ときめき♡宣伝部のときめき♡夏のびっちょりファイブ!!                            | （フリーライブを4か所で計5回開催）        |
| 2017年7月22日（土）                | ときめき♡夏のびっちょり祭り2017                                               | 東京・日比谷野外大音楽堂                  |
| 2018年7月21日（土）                | ときめき♡夏のびっちょり祭り2018                                               | 埼玉・東武動物公園 イベントステージ HOLA! |
| 2019年7月28日（日）                | ときめき♡夏のびっちょり祭り2019                                               | 埼玉・東武動物公園 イベントステージ HOLA! |
| ときめき♡夏の晴れ舞台              |                                                                               |                                           |
| 2020年8月22日（土）※中止           | （よ〜し！それじゃあ！アリーナのセンターから、私たち超ときめき♡宣伝部です！） | 東京・アリーナ立川立飛                    |
| 2020年8月23日（日）※中止           | （よ〜し！それじゃあ！アリーナのセンターから、私たち超ときめき♡宣伝部です！） | 東京・アリーナ立川立飛                    |
| 2021年5月29日（土）                | ときめき♡夏の晴れ舞台 2020-2021〜はじまりのときめきパレード〜                 | 東京・アリーナ立川立飛                    |
| 2021年5月30日（日）                | ときめき♡夏の晴れ舞台 2020-2021〜はじまりのときめきパレード〜                 | 東京・アリーナ立川立飛                    |
| 2022年5月28日（土）                | ときめき♡夏の晴れ舞台2022 in 横浜武道館～逃げないように、捕まえて！～         | 神奈川・横浜武道館                        |
| ときめき♡春の晴れ舞台              |                                                                               |                                           |
| 2023年4月9日（日）                 | ときめき♡春の晴れ舞台2023～LOVEをくれなきゃイヤイヤよ！～                     | 東京・日比谷野外音楽堂                    |
| 2023年4月15日（土）                | ときめき♡春の晴れ舞台2023～LOVEをくれなきゃイヤイヤよ！～                     | 大阪・大阪城音楽堂                        |
| 2024年4月28日（日）                | ときめき♡春の晴れ舞台2024〜自分史上1番ときめき放つわ〜                        | 神奈川・横浜BUNTAI                        |
| 2024年4月29日（月・祝）            | ときめき♡春の晴れ舞台2024〜自分史上1番ときめき放つわ〜                        | 神奈川・横浜BUNTAI                        |
| 2025年4月26日（土）                | ときめき♡春の晴れ舞台2025 ～世界でいちばんアイドル～                          | 神奈川・横浜BUNTAI                        |
| 2025年4月27日（日）                | ときめき♡春の晴れ舞台2025 ～世界でいちばんアイドル～                          | 神奈川・横浜BUNTAI                        |
| 2025年4月29日（火・祝）            | ときめき♡春の晴れ舞台2025 ～世界でいちばんアイドル～                          | 神奈川・パシフィコ横浜                    |

## ときめき♡宣伝部のときめき♡夏のびっちょりファイブ!!（2016年）
2016年7月～8月にかけて、ときめき♡夏のびっちょり祭りの前身にあたるときめき♡宣伝部のときめき♡夏のびっちょりファイブ!!をフリーライブとして開催。全5公演を開催したが、日程は以下の通り。
- 7月24日(日)　東京・ららぽーと豊洲

- 7月31日(日)　愛知・イオンモール常滑

- 8月11日(木・祝)　東京・ららぽーと豊洲

- 8月14日(日)　神奈川・さむかわ中央公園

- 8月21日(日)　大阪・大阪南港ATC 海辺のステージ

## ときめき♡夏のびっちょり祭り（2017年～2019年）
2017年7月22日に東京・日比谷野外大音楽堂で「ときめき♡夏のびっちょり祭り2017」が開催された。当該公演は初のときめき♡夏のびっちょり祭りであり、このライブで藤本ばんびと小高サラがグループに正式加入した。翌2018年7月21日に「ときめき♡夏のびっちょり祭り2018」、その翌年の2019年7月28日には「ときめき♡夏のびっちょり祭り2019」が、それぞれ埼玉・東武動物公園 イベントステージ HOLA!で開催された。”びっちょり祭り”としての開催は2019年の公演がファイナルとなった。なお、2018年および2019年のライブ映像は、有料ストリーミングサービス「スターダストチャンネル」で配信されている。

## よ〜し！それじゃあ！アリーナのセンターから、私たち超ときめき♡宣伝部です！（2020年）※中止
よ〜し！それじゃあ！アリーナのセンターから、私たち超ときめき♡宣伝部です！は、2020年8月22・23日に東京・アリーナ立川立飛で開催される予定だったときめき♡夏の晴れ舞台。 開催予定日だった2020年8月23日には、当初の予定から会場を変更し、埼玉・さいたまスーパーアリーナから無観客生配信ライブ「よ〜し、それなら！さいたまスーパーアリーナのセンターから、私たち超ときめき♡宣伝部です！」を行った。

## ときめき♡夏の晴れ舞台（2021年・2022年）
前年に中止となった公演のリベンジとして、2021年5月29・30日に東京・アリーナ立川立飛にて「ときめき♡夏の晴れ舞台 2020-2021〜はじまりのときめきパレード〜」を、初のときめき♡夏の晴れ舞台として開催。ミニアルバム「すきすきすきすきすきすきっ!」の超ときめきすぺしゃる盤に、本公演のライブ映像が収録されている。
翌2022年5月28日に神奈川・横浜武道館にて「ときめき♡夏の晴れ舞台2022 in 横浜武道館～逃げないように、捕まえて！～」を開催。この公演は横浜武道館における初のアーティストライブとなった。同年11月リリースのシングル「STAR」のmu-moショップ限定盤にライブ映像・ライブ音源が収録されている。

## ときめき♡春の晴れ舞台（2023年～）
2023年には開催時期を前倒しした上で、ライブタイトルを「ときめき♡春の晴れ舞台」に改めた。4月9日に東京・日比谷野外音楽堂、4月15日に大阪・大阪城音楽堂で「ときめき♡春の晴れ舞台2023～LOVEをくれなきゃイヤイヤよ！～」を開催した。当該公演は、グループ名改名後では初めての野外ライブおよび声援可能な公演となった。
2024年は4月28・29日の2日間にわたって、神奈川・横浜BUNTAIにて「ときめき♡春の晴れ舞台2024〜自分史上1番ときめき放つわ〜」を開催した。当該公演は、横浜BUNTAIにおいて初の女性アーティストにおけるライブ開催となった。2025年は公演数を増やし、4月26・27日は横浜BUNTAI、29日は同じく神奈川県にあるパシフィコ横浜での3days公演を開催した。
なお名称が「ときめき♡春の晴れ舞台」となってからの公演は、全て生バンド演出を用いたものとなっている。